# Listrodromus berndi
Listrodromus berndi là một loài tò vò trong họ Ichneumonidae.